# Crkvina (miasto Kruševac)
Crkvina (cyr. Црквина) – wieś w Serbii, w okręgu rasińskim, w mieście Kruševac. W 2011 roku liczyła 176 mieszkańców.